# James Phillip Simms
Pour les articles homonymes, voir Simms.
James Phillip Simms (16 janvier 1837 - 30 mai 1887) est un brigadier général de l'armée des États confédérés au cours de la guerre de Sécession (guerre civile). Il est avocat à Covington, en Géorgie avant et après la guerre. Il sert pendant deux mandats consécutifs à l'assemblée législative de Géorgie après-guerre.

## Avant la guerre
James P. Simms naît le 16 janvier 1837, à Covington, en Géorgie. Il est avocat et brigadier-général dans la milice de Géorgie avant la guerre de Sécession. Il y a peu d'information à propos de sa vie avant la guerre de Sécession.

## Guerre de Sécession
James P. Simms commence son service dans l'armée des États confédérés comme second lieutenant, dans le 6th Georgia Militia le 21 octobre 1861. En avril 1862, il est premier lieutenant dans le 42nd Georgia Infantry. Le 20 août 1862, il est promu capitaine. Le 23 septembre 1862, il devient commandant dans le 53rd Georgia Infantry et le 8 octobre 1862, après la démission du colonel Leonard T. Doyal, il est promu colonel.
Simms commande son régiment à la bataille de Fredericksburg et à la bataille de Salem Church, où le régiment capture le drapeau du 2nd Rhode Island Infantry. Le régiment combat à la bataille de Gettysburg, en particulier le 2 juillet 1863.
Le régiment part avec le corps du lieutenant général James Longstreet sur le théâtre occidental et participe à la campagne de Chattanooga et à la campagne de Knoxville. Le 29 novembre 1863, Simms est blessé lors de la bataille de fort Sanders (anciennement le fort confédéré Loudon) à Knoxville, dans le Tennessee.
Bien que les Eichers montrent que Simms sert ensuite entre le 30 septembre 1864 et le 6 avril 1865, en tant que commandant d'une brigade de la division de Kershaw du premier corps de l'armée de Virginie du Nord, Warner et Sifakis disent qu'il commande son régiment au cours de la campagne de l'Overland et Sifakis dit qu'il commande l'ancienne brigade du brigadier général Goode Bryan à partir du 2 juin 1864, parce que Goode Bryan renonce à son commandement pour des raisons de santé, à cette date, jusqu'en avril 1865, sauf pour une courte période au début de 1865. À l'automne 1864, Simms est transféré dans la vallée de la Shenandoah dans la division du major général Joseph Brevard Kershaw. Au commandement de l'ancienne brigade de Goode Bryan après sa démission le 20 septembre 1864, Simms commande la brigade dans les campagnes de la vallée de 1864, où il se distingue lors de la bataille de Cedar Creek.
Au cours de cette période, le 8 décembre 1864, Simms est promu brigadier général. Retournant dans la vallée de la Shenandoah, Simms sert pendant le siège de Petersburg pendant l'hiver.
Après l'évacuation de Richmond et de Petersburg par les confédérés, en Virginie, Simms est capturé lors de la bataille de Sayler's Creek, le 6 avril 1865. Simms est libéré sur parole dans les installations de prisonniers de guerre de l'Union de fort Warren (Massachusetts) le 24 juillet 1865.

## Après la guerre
Simms retourne à Covington, en Géorgie après la guerre. Il reprend la pratique du droit et sert dans la législature de Géorgie en 1865–1866 et pendant le mandant commençant en 1877. Phillip James Simms meurt le 30 mai 1887 à Covington, en Géorgie, et est enterré dans le cimetière de Southview à Covington.